# Saffron Burrows
Saffron Domini Burrows (Londen, 22 oktober 1972) is een Brits voormalig model en actrice.

## Korte biografie
Saffron werd geboren in Londen. Op haar vijftiende werd ze ontdekt door een talentenscout, waarna ze een succesvolle carrière als model (ze is 1,83 meter lang) opbouwde in Groot-Brittannië en Frankrijk. Na enkele jaren besloot ze actrice te worden. Ze debuteerde in de film Welcome to the Terra Dome als Jodie, en had daarna een rol in het bekroonde In the Name of the Father (1993). Haar eerste grote rol was in Circle of Friends (1995), naast Colin Firth. Daarna speelde ze in diverse genres, waaronder sciencefiction (Wing Commander), thriller (Deep Blue Sea) en avontuur (Troy).
Ze speelde in seizoen vier van Boston Legal de rol van Lorraine Weller, een advocate en de voormalige vriendin van Alan Shore (gespeeld door James Spader).

## Persoonlijk leven
Saffron Burrows was en is waarschijnlijk nog steeds een sociaal politiek activiste en is bevriend met de Britse Labour-politicus Tony Benn. Ze zet zich in voor de minder bedeelden.
Haar seksuele voorkeur is waarschijnlijk voor vrouwen hoewel ze mogelijk biseksueel is (ze heeft een aantal relaties met mannen achter de rug). Het is niet iets waar ze graag over praat of aandacht aan besteedt.

## Beknopte filmografie
- In the Name of the Father (1993)
- Circle of Friends (1995) – Nan Mahon
- Lovelife (1996) – Zoey
- Cold Lazarus (1996) (televisieserie) – Sandra Sollars
- Karaoke (1996) (televisieserie) – Sandra Sollars
- Deep Blue Sea (1999) – dr. Susan McCallister
- Wing Commander (1999) – overste 'Angel' Devereaux
- Miss Julie (1999) – Julie
- Enigma (2001) – Claire
- Frida (2002) – Gracie
- Troy (2004) – Andromache
- Klimt (2005) – Lea de Castro
- Perfect Creature (2006) – Lilly
- Reign Over Me (2007) – Donna Remar
- The Bank Job (2008)
- Law & Order: Criminal Intent (televisieserie, 2010)
- Agents of S.H.I.E.L.D. (televisieserie, 2013-2014) – Victoria Hand
- You (televisieserie, 2019-2021, 2025) – Dottie Quinn[3]